# Isidoor De Vos
Isidoor Séraphin De Vos (Gent, 23 oktober 1850 - aldaar, 30 maart 1876) was een Belgisch componist.

## Levensloop
De Vos was de zoon Sophia Theresia De Prez en schoenmaker (later tabakshandelaar) Carolus Franciscus De Vos uit Sint-Amandsberg. Broer componist Franz De Vos was leraar aan het Gents conservatorium. Zwager was Julius Wytynck, die later zou bijdragen aan Isidoors werk.
Hij viel op als koorknaap in de kerk van Sint-Amandsberg. Vanaf 1862 volgde hij lessen aan het Gents conservatorium. Hij studeerde notenleer (eerste prijs 1865), piano (eerste prijs 1868), harmonieleer (bij Karel Miry, eerste prijs 1869). In 1870 verkreeg hij nog de prijs uitmuntendheid onder Maximiliaan Joseph Heyndericks. Al tijdens die studies begon hij met het geven van privéles aan gefortuneerde Gentenaren. Voorts was hij dirigent van de koren "De Vrijheidsliefde" en "Vreugd in Deugd". 
Vanaf 1869 was hij docent aan genoemd conservatorium, eerste repetitor en later pianobegeleiding. Hij gaf ook pianolessen aan het college van de jozefieten in Melle. 
Hij componeerde voor diverse muzikale genootschappen, zoals de filantropische kring La Fraternité (Symfonische vereniging, waarvan hij in 1873 directeur werd.
Nadat hij in 1873 een eervolle vermelding (3e prijs) kreeg voor de cantate Torquato Tasso’s Dood, won hij in 1875 samen met tekstschrijver Julius Sabbe de prestigieuze Prijs van Rome met de cantate De Meermin. Uit datzelfde jaar zou zijn opera Louise-Maria d’Orléans met libretto van Wytinck stammen.
Hij overleed op 25-jarige leeftijd aan een zware longziekte in het Bijloke Ziekenhuis aan de Jozef Kluyskensstraat, vier dagen vóór De Meermin in première ging in de Gentse opera.
Op zijn graf op Campo Santo staat een buste op zuil, die rond 2011 nog gerestaureerd is, nadat het door een zandverschuiving beschadigd raakte. De Isidoor De Vosstraat in Sint-Amandsberg houdt zijn naam in herinnering.